# Liste der Baudenkmäler in Detmold-Klüt
Die Liste der Baudenkmäler in Detmold-Klüt enthält die denkmalgeschützten Bauwerke auf dem Gebiet von Detmold-Klüt in Nordrhein-Westfalen (Stand: September 2024). Diese Baudenkmäler sind in der Denkmalliste der Stadt Detmold eingetragen; Grundlage für die Aufnahme ist das Denkmalschutzgesetz Nordrhein-Westfalen (DSchG NRW).
| Bild                         | Bezeichnung                  | Lage                    | Beschreibung | Bauzeit | Eingetragen seit  | Denkmal- nummer |
| ---------------------------- | ---------------------------- | ----------------------- | ------------ | ------- | ----------------- | --------------- |
| Vierständer-Fachwerkhaus     | Vierständer-Fachwerkhaus     | Mittelstraße 60 Karte   |              |         | 28. Juli 1986     | 182             |
| weitere Bilder               | Steinspeicher                | Gut Röhrentrup 1 Karte  |              | um 1855 | 27. Februar 1991  | 370             |
| Fachwerkhaus 19. Jahrhundert | Fachwerkhaus 19. Jahrhundert | Im Oetterngrund 4 Karte |              |         | 30. Dezember 1993 | 429             |
| weitere Bilder               | Fachwerkhaus                 | Braker Straße 201 Karte |              | 1666    | 14. Dezember 2015 | 711             |

- Karte mit allen Koordinaten:
- OSM |
- WikiMap